# البير (السياني)

تعديل مصدري - تعديل

البير محلة تابعة لقرية النجيف، التابعة لعزلة الدامغ بمديرية السياني إحدى مديريات محافظة إب في الجمهورية اليمنية.، بلغ تعداد سكانها 143 حسب تعداد اليمن لعام 2004.